# Lojze Kovačič
Lojze Kovačič (* 9. November 1928 in Basel, Schweiz; † 1. Mai 2004 in Ljubljana, Slowenien) war ein slowenischer Schriftsteller und Pädagoge.

## Leben
Die beiden Slawisten Heinrich Riggenbach und Roland Marti untersuchten Kovačičs Zeit in Basel durch Recherche in behördlichen Archiven, wodurch zumindest von dieser Zeit ein größtenteils unverfälschtes Bild bekannt ist, im Gegensatz zu seinem oft autobiographischen literarischen Schaffen. So wird z. B. in prominenten Quellen in der Regel das Jahr 1938 als Jahr der Ausreise nach Slowenien angeführt, da Kovačič dies in seinen Texten selbst schreibt; tatsächlich findet sich im Schweizer Register aber der 27. Januar 1937 als Ausreisedatum.
Lojze Kovačičs Vater Alojz, ein Slowene aus Cegelnica bei Novo mesto (als Geburtsort wird im Schweizer Register Prečna angegeben), lernte Mutter Elisabeth, eine Deutsche, in Saarlouis kennen, wo Alojz im Betrieb ihres Vaters arbeitete. Die beiden heirateten 1890 und bekamen drei Kinder: Elisabeth Klara (geb. 1910), Margaretha Marie (geb. 1916) und Lojze, geboren als Alois Samson. Bereits 1911 zog die Familie nach Basel, wo sie in der Folge eine Kürschnerei betrieben. Diese Zeit war von Unstetigkeit geprägt. Für die 26 Jahre, die die Familie in Basel verbrachte, sind 21 Wohnadressen im Melderegister verzeichnet. 1928 meldete der Betrieb zum ersten Mal Konkurs an. In der Folge kam die Familie mehrmals in Konflikt mit dem Gesetz, weshalb ihr bereits 1934 mit der Ausweisung gedroht wurde. Da keines der Familienmitglieder die Schweizer Staatsbürgerschaft besaß, wurde die Familie am 27. Januar 1937 aus der Schweiz ausgewiesen. Mutter, Vater, Lojze und Klaras Tochter Ingeborg Gisela mussten per Zug nach Ljubljana ins damalige Königreich Jugoslawien ausreisen, Klara kam im November nach. Nur Schwester Margaretha durfte in Basel verbleiben.
Außer sein Vater Alojz konnte niemand in Kovačičs Familie Slowenisch, sodass er die Sprache neu lernen musste. Nach einem kurzen Aufenthalt in Ljubljana kam die Familie bei Alojz‘ Bruder in Cegelnica unter, zog aber spätestens 1939 nach Ljubljana, wo sie ebenfalls verschiedene Wohnungen bewohnten, bevor sie im Dezember 1941 eine Wohnung am Stari trg 21 in der Altstadt bezogen. Hier lebte die Familie mit Geldsorgen auf engstem Raum unter prekären Bedingungen. Zudem erkrankte der Vater an Tuberkulose, die ihn zu mehreren Krankenhausaufenthalten zwang. 1943 unternahm die Familie einen Versuch, als Reichsbürger anerkannt zu werden und einen Umzug ins Deutsche Reich zu erwirken, was jedoch nicht glückte. 1944 starb der Vater. Nach der Befreiung Ljubljanas durch jugoslawische Partisanen wurden Kovačičs Mutter und seine Schwester samt Tochter nach Österreich in das DP-Lager Kellerberg ausgewiesen. Da Kovačič bereits damals erste literarische Gehversuche wagte und u. a. mit Josip Vidmars Sohn verkehrte, durfte er in Ljubljana bleiben und sollte von dort aus die Rückkehr seiner Familie erwirken. Dazu kam es jedoch nie. Weil er die Nähmaschine des Vaters verkaufen wollte, kam er für kurze Zeit in Haft und war anschließend obdachlos. Anschließend wohnte er in zwei verschiedenen Internaten, bevor er Ende 1947 aufgrund zu schlechter schulischer Leistungen seine Unterstützung verlor und wieder obdachlos wurde. Im September 1948 wurde er zum Wehrdienst in der Jugoslawischen Volksarmee in Mazedonien eingezogen, wo er wegen schlechten Betragens ein halbes Jahr in einem Strafbataillon dienen musste. Im November 1950 kehrte er nach Ljubljana zurück und war erneut obdachlos. 1951 heiratete er seine erste Frau, die ehemalige Partisanin Marija Sever, mit der er die beiden Söhne Jani (heute ein bekannter slowenischer Liedermacher) und Darko hatte. Die Ehe zerfiel Anfang der 1960er-Jahre, als Kovačič Verhältnisse mit mehreren anderen Frauen gleichzeitig hatte. Sever beging 1978 Selbstmord. 1975 begann er eine Beziehung mit seiner späteren Ehefrau Ksaverija Kogovšek, mit der er bis zu seinem Tod zusammenlebte. Kovačič starb am 1. Mai 2004 an den Folgen einer Prostatakrebserkrankung.
Kovačič absolvierte 1962 ein Slowenisch- und Deutschstudium an einer Pädagogischen Hochschule und arbeitete ab 1963 als Dramaturg und später als Pädagoge im städtischen Puppentheater. Bis in die 1960er-Jahre hinein galt er als politisch verdächtig. 1997 wurde er zum außerordentlichen Mitglied der Slowenischen Akademie der Wissenschaften und Künste ernannt.

## Literarisches Werk
Lojze Kovačič gilt als einer der wichtigsten slowenischen Schriftsteller des 20. Jahrhunderts. Die Journalistin Vesna Milek vergleicht seinen Status in der slowenischen Literatur mit der Rolle Joyces für die englischsprachige und Tolstois für die russische Literatur, auch wenn Kovačič die slowenische Sprache spät lernte. Er hinterließ ein umfangreiches und größtenteils autobiographisches Werk. Bereits sein erster Text, den er 1945 in einer Zeitschrift publizierte, handelte vom Tod seines Vaters. Später verarbeitete er diesen im Roman Deček in smrt (1968, "Das Kind und der Tod"). In der Anfangszeit seines Schaffens stand Kovačič dem sozialen Realismus nahe: so beschrieb er in seiner ersten Buchpublikation, der Kurzgeschichtensammlung Ljubljanske razglednice (zuerst periodisch 1953, dann 1954 gesammelt als "Ansichtskarten von Ljubljana") die existenziellen Sorgen und Nöte der einfachen Bevölkerung in Ljubljana. Der jugoslawische Staat versuchte, der gesellschaftskritischen Literatur durch negative Rezensionen zu begegnen. Kovačič, unterstützt von prominenten Fürsprechern, konnte seine Geschichten in Buchform erscheinen lassen. Obwohl sich die Geschichten inhaltlich und formal deutlich von seinem Spätwerk unterscheiden, sind auch hier autobiographische Elemente zu erkennen. Kovačič selbst äußerte später, bereits damals vom Wunsch getrieben worden zu sein, über sich selbst zu schreiben.
Einen weit größeren Skandal rief Kovačič mit seinem Roman Zlati poročnik ("Der goldene Leutnant") hervor, dessen Anfang er 1957 in einer Zeitschrift publizierte. Er beschrieb seine Erfahrungen während des Wehrdiensts und wurde dafür vor Gericht gestellt. Nach erneuter Intervention Josip Vidmars entging Kovačič einer Strafe. 1972 erschien der Roman unter dem Titel Resničnost ("Wirklichkeit"). Im Folgenden wandte sich Kovačič intimeren Themen zu und verfasste Deček in smrt (1968). Hier wird das Geschehen erstmals aus der Perspektive eines Ich-Erzählers wiedergegeben und auf die Beschreibung sozialer Milieus verzichtet. Dies behielt Kovačič fortan für seine autobiographische Literatur bei. Hierfür wählte er immer neue literarische Formen, in denen er verschiedene Textsorten kombinierte. Ein wichtiger Aspekt seines Schaffens ist die Fragmentarität: Kovačič war der Ansicht, dass weder Leben noch Literatur jemals Vollständigkeit annehmen könnten und sich daher in einer ständigen Neuzusammensetzung und Veränderung selbst erhalten. Dies zeigt sich auch in mehreren editorischen Versuchen, Textteile aus verschiedenen Werken in ein neues Werk zu vereinen, wie z. B. in Preseljevanja (1974, "Umsiedelungen") und Sporočila iz sna in budnosti (1987, "Nachrichten aus Schlaf und Wachheit").
Als Kovačičs Opus magnum gilt die dreibändige Chronik Prišleki (1984–1985, dt. Die Zugereisten, 2004–2006). In ihr beschreibt er die Ankunft der Familie in Slowenien, das Leben während des Krieges und in der Nachkriegszeit. Neben den Zugereisten ist bisher nur ein einziger weiterer Text Kovačičs ins Deutsche übersetzt, und zwar Basel (Drittes Fragment), in dem er die Eindrücke seinen ersten Besuches in Basel 1972 nach 35 Jahren mit seinen Kindheitserinnerungen an diese Stadt verknüpft.
Neben Prosa verfasste Kovačič auch Essays (gesammelt z. B. in Delavnica, 1974, Werkstatt, oder Literatura ali življenje, 1999, "Literatur oder Leben") und Kinderbücher (z. B. Zgodbe iz mesta Rič-Rač, 1962, "Geschichten aus der Stadt Rič-Rač").

## Preise und Auszeichnungen
- Preis des Prešeren-Fonds (1969)
- Župančič-Preis (1972 und 1986)
- Goldene Linhart-Plakette für Verdienste auf dem Gebiet des Theaters (1973)
- Prešeren-Preis (1973),
- Kresnik-Preis (1991, 2004) für den besten slowenischen Roman des Jahres (für Kristalni čas und Otroške stvari); Nominierung für Vzemljohod (1994) und Zrele reči (2010)
- Klemenčič-Preis für das Lebenswerk auf dem Gebiet des Puppentheaters (1996)
- Silberner Kresnik-Preis für den besten slowenischen Roman seit der Unabhängigkeit Sloweniens (2016, für Kristalni čas)

## Werke

### Prosa
- Ljubljanske razglednice (1954), in Novele. Mit Andrej Hieng und Franček Bohanec. Selbstständige Ausgabe: Ljubljana: Gyrus, 2003.
- Ključi mesta (1964, enthält Ljubljanske razglednice). Ljubljana: Državna založba Slovenije.
- Deček in smrt (1968). Ljubljana: Državna založba Slovenije.
- Sporočila v spanju; Resničnost (1972). Maribor: Obzorja.
- Preseljevanja (1974). Ljubljana: Državna založba Slovenije.
- Resničnost (1976). Ljubljana: Mladinska knjiga
- Pet fragmentov. Prva knjiga (1981). Ljubljana: Cankarjeva založba.
- Prišleki: Pripoved (1. in 2. del).(1984) Ljubljana: Slovenska matica.
  - dt. Die Zugereisten. Übersetzt von Klaus Detlef Olof. Klagenfurt: Drava. Band I (2004): ISBN 978-3-85435-388-1. Band 2 (2005): ISBN 978-3-85435-443-7. Neuauflage: München: dtv, 2008/2009.
- Prišleki: Pripoved (3. del) (1985). Ljubljana: Slovenska matica.
  - dt. Die Zugereisten. Übersetzt von Klaus Detlef Olof. Band III (2006): ISBN 978-3-85435-444-4. Neuauflage: München: dtv, 2011.
- Sporočila iz sna in budnosti: Opuskule (1987). Ljubljana: Mladinska knjiga.
- Basel (Tretji fragment) (1989). Ljubljana: Cankarjeva založba.
  - dt. Basel (Drittes Fragment). Übersetzt von Peter Scherber. Ljubljana: Društvo slovenskih pisateljev, 2016, ISBN 978-961-6547-99-4 (ePub)
- Kristalni čas (1990). Ljubljana: Državna založba Slovenije.
- Vzemljohod (1993). Ljubljana: Slovenska matica.
- Zgodbe s panjskih končnic (1993). Ljubljana: Mladinska knjiga.
- Otroške stvari (2003). Ljubljana: Študentska založba.
- Tri ljubezni (2004). Ljubljana: Sanje.
- Zrele reči (2010, posthum). Ljubljana: Študentska založba.

### Essayistik und diverse Texte
- Prah. Dnevnik, zapažanja, reminiscence (1988). Ljubljana: Mladinska knjiga.

- Delavnica. Šola pisanja (1997). Maribor: Obzorja.
- Literatura ali življenje (1999). Ljubljana: Študentska založba.

### Kinder- und Jugendbücher
- Novoletna zgodba (1958)
- Zgodbe iz mesta Rič-Rač (1962)
- Fantek na oblaku; Dva zmerjavca (1969)
- Potovanje za nosom (1972)
- Možiček med dimniki (1974)
- Najmočnejši fantek na svetu (1977)
- Rdeča kapica (1979)
- Dva zmerjalca (1979)
- Zgodba o levih in levčku (1983)
- Zgodbe iz mesta Rič-Rač in od drugod (1994)